# Ljoedmila Sjirjajeva
Ljoedmila Valentinova Sjirjajeva (Russisch: Людмила Валентиновна Ширяева) (Leningrad, 11 januari 1981) is een Russische actrice. Naast acteerwerk doet ze ook veel presentatiewerk voor de Russische televisiekanalen Russian Travel Guide en Усадьба (Woonstee).